# Caligula japonica
Caligula japonica – gatunek ćmy z rodziny pawicowatych, występujący endemicznie we wschodniej Azji. Pierwotny zasięg występowania obejmuje Chiny, Koreę, Japonię i część Rosji. Motyle nie migrują na większe odległości, zostały jednak zawleczone w miejsca spoza pierwotnego zasięgu występowania przez człowieka. Gąsienice C. japonica odżywiają się liśćmi ponad 38 gatunków drzew (w tym topoli osiki, brzóz, hurmy, orzechów, jabłoni, gruszy, dębów, sumaków, miłorzębu); tym samym motyl jest istotnym ekonomicznie szkodnikiem lasów. W ostatnich latach odnotowano kilka katastrof ekologicznych spowodowanych przez nadmierne namnożenie owada; szkody spowodowane spustoszeniem plantacji orzecha w prowincji Gansu w 2006 roku szacowano na 150 mln RMB.
Z oprzędów C. japonica uzyskuje się wysoko ceniony jedwab; jego cena jest dziesięciokrotnie wyższa niż jedwabiu z oprzędów jedwabnika chińskiego. Jedwab ten ma inną fluorescencję niż tradycyjny i większy połysk w świetle widzialnym. Próby hodowli C. japonica podejmuje się w Instytucie Jedwabniczym w Liaoning od 1995 roku. W 2005 doniesiono o pierwszych udanych rezultatach hodowli gąsienic na orzechu mandżurskim i Pterocarya stenoptera.
U motyli chromosomy płci mają konfigurację WZ/ZZ (samice/samce), z pewnymi wyjątkami, do których należy C. japonica. Niedawne badanie stosujące genomową hybrydyzację in situ (GISH) potwierdziło wcześniejsze doniesienia o braku chromosomu W u samic tego gatunku; samice C. japonica mają konfigurację chromosomów ZO, nie opisaną dotąd u żadnego innego gatunku motyla.
Genetyczne badania populacyjne porównujące mitochondrialny DNA (polimorfizm markerów RAPD i ISSR) dostarczają dowodów na stosunkowo niedawne rozprzestrzenienie się gatunku w Chinach – różnice genetyczne są stosunkowo niewielkie, podobnie jak u jedwabnika chińskiego. Inne badanie wykazało istotną odmienność genetyczną populacji motyla z Enshi.
W prefekturze Nara imagines pojawiają się od września do października.
Parazytoidami atakującymi tego motyla są m.in. Telenomus poeta, Ephialtes capulifera, Theronia zebra diluta, Habronyx insidiator, Anastatus albitarsis, Trichogramma dendrolimi.